# La elasticina
La elasticina es una historieta de 1980 del autor de cómic español Francisco Ibáñez perteneciente a su serie Mortadelo y Filemón. 

## Argumento
El profesor Bacterio inventa la elasticina, un gas que vuelve elástico todo lo que toca. Pero un ladrón, Rosendo el Cascote, se apodera de la fórmula, de modo que podrá robar impunemente. Mortadelo y Filemón deben detenerlo.

## En otros medios
- Ha sido adaptado al completo en el episodio de la serie de televisión sobre los personajes